# Institutul de Studii Sud-Est Europene
Institutul de Studii Sud-Est Europene este un institut fondat în București, în 1914, de Nicolae Iorga în colaborare cu Gheorghe Murgoci și Vasile Pârvan.